# 1919 (группа)
1919 — британская рок-группа, образовавшаяся в декабре 1980 года в Брадфорде, Англия, в составе: Иэн Тильярд (вокал), Марк Тиге (гитара), Ник Хайлз (бас-гитара) и Мик Рид (ударные). 1919, исполнявшие тяжёлый танцевальный дэт-рок, рок с преобладанием синтезаторного звучания, считающиеся одной из первых групп готического рока в Британии.
В 1982—1983 годах квартет четырежды входил в UK Indie Chart (мини-альбом «Machine» поднялся до #7). В 2001 году виниловые записи коллектива были переизданы под заголовокм The Complete Collection. В 2007 году на волне death rock revival группа воссоединилась и записала новый материал.

## Состав
- Ian Tilleard — вокал (1980—1984)
- Mark Tighe — гитара (1980—1984, 2014—2017)
- Mick Reed — ударные (1980—1984, с 2015)
- Nick Hiles — бас-гитара (1980—1983)
- Steve Madden — бас-гитара (1983—1984)
- Kev Aston — саксофон
- Paul «Sputnik» Drake — синтезатор
- Rio Goldhammer — вокал (с 2014)
- Karl Donner — бас-гитара ( 2015—2020)
- Sam Evans — гитара (с 2017)
- Simon «Ding» Archer — бас-гитара (с 2020)

## Дискография
| - «Machine» (LP, Vinyl; Red Rhino Records, 1983) - «Bloodline» (LP, CD; Westworld Recordings, 2017) - «Futurecide» (LP, CD, Vinyl; Cleopatra Records, 2019) - «Citizens of Nowhere» (LP, CD, MC, Vinyl; Manic Depression Records, 2021) - «Repulsion» (7" SP, Red Rhino Records, 1982) - «Caged» (7" SP, Red Rhino Records, 1982) - «Cry Wolf» (7" SP, Abstract Sounds, 1983) - «Cry Wolf» (12" EP, Abstract Sounds, 1983) - «Earth Song» (12" EP, Abstract Sounds, 1984) - «Death Note» (EP, CD, Self-Released, 2016) - «D.N.A» (EP, MC, Cry Wolf Records, 2017) - «Satellite Man» (EP, Self-Released, 2021) | - «The Complete Collection» (CD Compilation, Anagram Records, 2001) - «The Madness Continues» (Vinyl Reissue, Old Skull Records, 2018) - «Bloodline» (Vinyl Reissue, Let Them Eat Vinyl, 2018) - «2015: «The Madness Continues» Sessions» (CD, Self-Released, 2015) - «Dark Temple» (LP, CD, We Must Mutate Records, 2005) |